# Plenmeller with Whitfield
Plenmeller with Whitfield är en civil parish i Storbritannien.   Den ligger i grevskapet och kommunen Northumberland i riksdelen England, i den centrala delen av landet, 400 km norr om huvudstaden London.